# Туфино
Туфѝно (на италиански: Tufino) е малко градче и община в Южна Италия, провинция Неапол, регион Кампания. Разположено е на 91 m надморска височина. Населението на общината е 3745 души (към 2010 г.).